# H. Rap Brown
Jamil Abdullah Al-Amin (nacido Hubert Gerold Brown; Baton Rouge, 4 de octubre de 1943), más conocido como H. Rap Brown, fue un líder del movimiento afroamericano. En la década de 1960, presidente del Comité Coordinador Estudiantil No Violento y posteriormente, ministro de justicia durante una alianza de corta duración (seis meses) entre el SNCC y el Partido Pantera Negra. Tas su conversión al islam, se convirtió en imán.
Algunas de sus declaraciones más conocidas fueron «la violencia es tan estadounidense como el pastel de cereza» y que «si Estados Unidos no aparece, vamos a quemarla». También es conocido por su autobiografía, Die Nigger Die!.

## Activismo
Brown nació en la ciudad de Baton Rouge, en el Luisiana (Estados Unidos). A principios de la década de 1960 empezó a ser conocido como H. Rap Brown. Su activismo en el Movimiento por los Derechos Civiles incluyó la participación en el Comité Coordinador de Estudiantes No Violentos (SNCC), del cual fue nombrado presidente en 1967. Ese mismo año, fue arrestado en Cambridge (Maryland), y acusado de incitar disturbios después por los discursos que dio en esa localidad.
Brown fue introducido en SNCC por su hermano mayor Ed. Rap que visitó Cambridge con Cleveland Sellers en el verano de 1963 durante el período de liderazgo de Gloria Richardson en el movimiento local. Fue testigo de los primeros disturbios entre negros y blancos en la ciudad, y quedó impresionado por la disposición del movimiento local de derechos civiles para utilizar la autodefensa armada contra los ataques raciales. 
Más tarde se organizó eventos para el Comité Coordinador de Estudiantes No Violentos (SNCC) durante Freedom Summer, mientras terminaba sus estudios a la Universidad de Howard. En representación del SNCC de la universidad, Brown asistió a una polémica reunión sobre derechos civiles en la Casa Blanca con el presidente Lyndon Johnson durante la Domingo Sangriento de 1965. En 1966, organizó el registro de votantes negros y la supervisó la aplicación de la Ley de Derechos de Votación aprobada en esos momentos en el Condado de Greene (Alabama). En 1967 fue elegido presidente del SNCC y continuó el apoyo de Stokely Carmichael a Poder Negro y las rebeliones urbanas en los guetos.
A finales de la década de 1960, Brown fue juzgado por incitación a disturbios y por cruzar fronteras estatales con armas sin permiso para ello. Un memorando secreto del FBI de 1967 llamó a "neutralizar" a Brown y en ese momento fue atacado por el programa COINTELPRO. Los cargos nunca fueron probados. Sus abogados fueron el defensor de los derechos civiles Murphy Bell, de Baton Rouge, William Kunstler, y Howard Moore, Jr., abogado general del SNCC. La abogada feminista Flo Kennedy también ayudó a Brown y dirigió su comité de defensa, ganándole el apoyo de algunas facciones de la Organización Nacional para las Mujeres.
Durante su juicio, Brown continuó su activismo de alto perfil. Aceptó una solicitud de la Sociedad Afroamericana de Estudiantes de la Universidad de Columbia para ayudar a representar y coorganizar las protestas de abril de 1968 en Columbia contra la expansión de la universidad en los Morningside Heights de Harlem.

## Incidentes, polémicas y condenas

### Caso: incendios en Cambridge
Ahora se sabe que Brown no tiene relación directa con el presunto disturbio de 1967, después de que los documentos de la investigación de la Comisión Kerner mostraran que completó su discurso a las 10 de la tarde del 24 de julio, luego acompañó a una mujer a su casa y fue disparado por un ayudante del sheriff sin provocación. Brown fue tratado apresuradamente por sus heridas y fue sacado en secreto de Cambridge. El único incendio principal no se desató hasta horas más tarde, y su expansión se atribuye a la inacción deliberada de la policía de Cambridge y los departamentos de bomberos, que tenían relaciones hostiles con la comunidad negra. Sin embargo, el jefe del departamento de policía de Cambridge, Brice Kinnamon, afirmó que la ciudad no tenía problemas raciales, que Brown era la «única» causa de los problemas y que era «un intento comunista bien planeado para derrocar al gobierno».

### Caso: bombas en Bel Air
Brown iba a ser juzgado en Cambridge, pero el juicio se trasladó a Bel Air, Maryland. El 9 de marzo de 1970 dos miembros del Comité Coordinador de Estudiantes No Violentos (SNCC), Ralph Featherstone y William "Che" Payne, murieron en la Ruta 1 al sur de Bel Air cuando explotó una bomba ubicada en el su automóvil. El origen de la bomba se disputa: algunos dicen que la bomba fue colocada para matarlos y otros dicen que Payne la llevaba para detornar en el juzgado donde se iba a procesar a Brown. La noche siguiente, el juzgado de Cambridge sufrió una explosión de bomba.

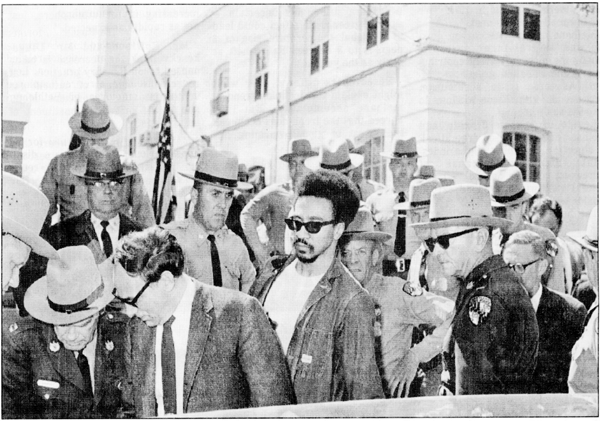
Brown, en el centro, en una foto de archivo de abril de 1968 con su abogado, William M. Kunstler, a la izquierda.

Brown desapareció durante 18 meses, durante los cuales apareció en la Lista de los diez más buscados del FBI. Fue arrestado, según las primeras versiones, después de un tiroteo contra oficiales de policía, aunque posteriormente se dijo que fue por un intento de robo de un bar en Nueva York. Pasó cinco años (1971–76) en el Prisión Estatal de Attica. Mientras estaba en prisión, Brown se convirtió al islam y cambió su nombre de nacimiento Hubert Gerold Brown a Jamil Abdullah al-Amin.
Después de su liberación, abrió una tienda de comestibles en Atlanta, Georgia y se convirtió en un líder espiritual musulmán y activista comunitario que predicaba contra las drogas y el juego en el vecindario West End de Atlanta. Desde entonces, se ha alegado que la vida de al-Amin volvió a cambiar cuando supuestamente se afilió al Movimiento Dar ul-Islam.

### Caso: tiroteo en Fulton
El 16 de marzo de 2000, en el condado de Fulton, los oficiales del sheriff Ricky Kinchen y Aldranon English fueron a la casa H. Rap Brown, entonces renombrado como al-Amin, para ejecutar una orden de arresto por no presentarse ante el tribunal después de una citación por exceso de velocidad y por haberse hecho pasado por oficial de policía. 
Después de determinar que la casa estaba desocupada, los oficiales se alejaron y poco después pasó un Mercedes negro que se dirigía a la casa. Kinchen, el oficial de mayor rango, se percató del vehículo sospechoso, dio la vuelta con el coche patrulla y lo condujo hasta el Mercedes, deteniéndose cara a cara. Aldranon English se acercó al Mercedes y le dijo al ocupante que le mostrara las manos. El ocupante abrió fuego con un rifle del calibre .223, y el oficial corrió entre los dos autos mientras devolvía el ataque con disparos de su arma reglamentaria pero en su huida para buscar refugio, fue herido por cuatro balas y su compañero, Kinchen, recibió un disparo con el rifle y una pistola de 9mm.
Al día siguiente, Kinchen murió a causa de las heridas del tiroteo mientras era tratado en el Grady Memorial Hospital. Su compañero, Aldranon English, a pesar de haber recibido 4 impactos sobrevivió a sus heridas e identificó a al-Amin como tirador durante una sesión de reconocimiento en el mismo hospital, al enseñarle los agentes que llevaban el caso diferentes fotos de posibles sospechosos. de seis fotos que le mostraron mientras se recuperaba en el hospital. Puesto que los dos oficiales del sheriff eran negros, socavó la defensa de la teoría de que fue una conspiración racial de al-Amin en el juicio.
Mientras, poco después del tiroteo al-Amin había huido a White Hall, en el Estado de Alabama donde fue arrestado por el Cuerpo de Alguaciles de Estados Unidos después de una persecución de cuatro días. Al-Amin llevaba un chaleco antibalas en el momento de su arresto, y los agentes encontraron una   pistola de 9mm y rifle .223 cerca de donde le arrestaron. Las pruebas de balística demostraron que las armas eran las que se habían usado para disparar a los agentes Kinchen e English. 
Más tarde, el Mercedes negro de al-Amin fue encontrado lleno de agujeros de bala. Sus abogados argumentaron que era inocente de los disparos, basando su defensa en que no se encontraron huellas dactilares de Al-Amin en el arma homicida, y que no resultó herido en el tiroteo, como dijo uno de los oficiales que estuvieron en el tiroteo. La acusación también dijo que los ojos del asesino eran grises, pero los de Al-Amin eran marrones.
El 9 de marzo de 2002, casi dos años después del tiroteo, al-Amin fue declarado culpable por 13 cargos criminales, incluido el asesinato de Kinchen. Cuatro días después, fue condenado a cadena perpetua sin posibilidad de libertad condicional. Fue enviado a la prisión Estatal de Georgia, una prisión de máxima seguridad del estado cerca de Reidsville. 
Otis Jackson, un hombre encarcelado por cargos no relacionados, confesó el tiroteo en el condado de Fulton dos años antes de que al-Amin fuera condenado por el mismo delito, pero el tribunal no consideró la declaración de Jackson como evidencia. Las declaraciones de Jackson corroboraron los detalles de las llamadas al 911 después del tiroteo, incluyendo a un hombre sangrando visto cojeando en la escena: Jackson dijo que llamó a las puertas intentando solicitar transporte mientras sufría heridas a causa del tiroteo con los oficiales Kinchen e English.
En el juicio, los fiscales señalaron que al-Amin nunca había proporcionado una coartada para su paradero en el momento del tiroteo ni ninguna explicación para huir del estado después. Tampoco explicó por qué se encontraron las armas utilizadas en el tiroteo cerca de él durante su arresto. En mayo de 2004, la Corte Suprema de Georgia resolvió por unanimidad mantener la condena de al-Amin.
En agosto de 2007, al-Amin fue transferido a la custodia federal, ya que los funcionarios de Georgia decidieron que era demasiado importante para que el sistema penitenciario de Georgia lo manejara, siendo trasladado a un centro de transferencia federal en Oklahoma en espera de ser asignado a una penitenciaría federal. El 21 de octubre de 2007, al-Amin fue trasladado a la prisión de ADX Florence, una supermax en Florence, Estado de Colorado. El 18 de julio de 2014, al haber sido diagnosticado con mieloma múltiple, al-Amin fue transferido al Butner Federal Medical Center en Carolina del Norte.
Desde el mes de marzo de 2018 está encarcelado en la penitenciaría USP Tucson.

## Obras
H. Rap Brown publicó dos obras:
- 1969, Die Nigger Die!, autobiografía política.
- 1993, Revolution by the Book: The Rap Is Live